# Forstgutsbezirk Buchholz
Forstgutsbezirk Buchholz, Buchholz – obszar wolny administracyjnie (gemeindefreies Gebiet) w Niemczech w kraju związkowym Szlezwik-Holsztyn, w powiecie Segeberg, wchodzi w skład urzędu Leezen. Obszar jest niezamieszkany, 95% całego terenu zajmują lasy.